# Le Sueur (Minnesota)
Pour les articles homonymes, voir Lesueur.
Le Sueur est une ville de l’État du Minnesota, située dans le comté de Le Sueur. Lors du recensement de 2010, elle comptait 4 058 habitants. C’est la localité la plus peuplée du comté, bien que Le Center soit le siège. À noter qu’une partie de Le Sueur s’étend sur le comté de Sibley.
La ville, le comté et la rivière Le Sueur ont été nommés en hommage à Pierre-Charles Le Sueur, un explorateur français.

## Personnalité liée à la ville
- William James Mayo  (1861-1939), chirurgien, cofondateur de la Mayo Clinic[1].

## Source
- (en) Cet article est partiellement ou en totalité issu de l’article de Wikipédia en anglais intitulé « Le Sueur, Minnesota » (voir la liste des auteurs).